# Batalla del Lago Vadimón
La batalla del lago Vadimo tuvo lugar en el 310 a. C. entre los romanos y los etruscos, y fue el final de una larga sucesión de batallas entre las dos naciones. Los romanos salieron victoriosos, ganando territorio y poder en la región. Los etruscos tuvieron grandes pérdidas en esta batalla y nunca más volvieron a tener su antigua gloria.